# Daniele Pecci
Daniele Pecci (ur. 23 maja 1970 roku w Rzymie) – włoski aktor telewizyjny, teatralny i filmowy.
Był dobrze zapowiadającym się piłkarzem rzymskiej drużyny Lazio. W 1990 roku zadebiutował na scenie. W serialu Żar pustyni/Księżniczka Amina (Deserto di fuoco, 1997) jako dziennikarz Terzo. Zwrócił na siebie uwagę kreacją Szawła z Tarsu w telewizyjnym filmie Święty Piotr (San Pietro, 2005) u boku Omara Sharifa i Johannesa Brandrupa. W telefilmie Jan Paweł II (Pope John Paul II, 2005) wystąpił w roli Rzymianina.
Spotykał się z włoską aktorką Biancą Guaccero (ur. 1981). Od 2007 roku jest związany ze szwajcarską aktorką, modelką i piosenkarką Michelle Hunziker.

## Filmografia

### Filmy kinowe
- 2010: Turysta (The Tourist) jako Porucznik Narduzzi
- 2010: Mine vaganti. O miłości i makaronach jako Andrea
- 2009: Fortapàsc jako kapitan Sensales

### Filmy TV
- 1998: Da cosa nasce cosa jako dyslektyk
- 2005: Święty Piotr (San Pietro) jako Szaweł z Tarsu
- 2005: Jan Paweł II (Pope John Paul II) jako Rzymianin
- 2006: I figli strappati jako Detalmo Pirzio Biroli
- 2007: Eravamo solo mille jako Malaspina
- 2008: L'ultimo padrino jako Roberto Sanna

### Seriale TV
- 1997: Żar pustyni (Deserto di fuoco) jako dziennikarz Terzo
- 2002–2003: Sekrety kobiet (Il bello delle donne) jako Edoardo di Balsano
- 2004–2006: Orgoglio jako Pietro Pironi
- 2008: Crimini bianchi jako kardiochirurg Luca Leoni